# Raphitoma corbis
Raphitoma corbis é uma espécie de gastrópode do gênero Raphitoma, pertencente a família Raphitomidae.